# Ramón Alfredo Iriarte
Ramón Alfredo Iriarte Navarro (Caracas, 12 de enero de 1948) es un exfutbolista venezolano, que durante su carrera solía jugar en posición de delantero. Es hermano del también exfutbolista Rafael Iriarte.

## Carrera

### Clubes
Iriarte comenzó su carrera futbolística en 1966, al ser reclutado para jugar en el Deportivo Galicia. Militando en la plantilla de este club, se tituló campeón de la Primera División de Venezuela en las temporadas de 1969 y 1970, así como tres títulos de la Copa Venezuela. Participó en la primera fase de la Copa Libertadores 1971, anotando un único gol frente al también venezolano Deportivo Italia.
En 1974 formó parte de la plantilla preparatoria del Deportivo San Cristóbal, luego de lo cual fue transferido al Deportivo Italia, donde jugó desde 1974 hasta 1977. En 1978 retornó al Galicia, club con el que finalizó su carrera futbolística al año siguiente.

### Selección nacional
Se colocó por primera vez la camiseta vinotinto al ser convocado para la selección nacional sub-20 en 1967, y debutó con la selección de mayores en julio de 1969, al comenzar la campaña clasificatoria para el Mundial de 1970. En los seis años que estuvo con el equipo jugó 14 partidos, y estuvo entre los convocados para la Copa América 1975, marcando el único gol del combinado en el torneo ante Argentina.

## Palmarés

### Campeonatos nacionales
| Título                        | Club              | País      | Año  |
| ----------------------------- | ----------------- | --------- | ---- |
| Primera División de Venezuela | Deportivo Galicia | Venezuela | 1969 |
| Primera División de Venezuela | Deportivo Galicia | Venezuela | 1970 |